# Litteraturåret 1860

## Priser och utmärkelser
- Kungliga priset – Carl Anders Kullberg

## Nya böcker
- Anteckningar från döda huset av Fjodor Dostojevskij
- Borup – poetisk kalender av Wilhelm von Braun (postumt utgiven)
- Fänrik Ståls sägner (andra samlingen) av Johan Ludvig Runeberg
- Ett köpmanshus i skärgården av Emelie Flygare-Carlén

## Födda
- 29 januari – Anton Tjechov (död 1904), rysk författare.
- 7 maj – Rabindranath Tagore (död 1941), indisk författare och filosof, nobelpristagare 1913.
- 9 maj – James Matthew Barrie (död 1937), skotsk författare.
- 7 juli – Adolf Strömstedt (död 1928), svensk psykiater och poet.
- 16 augusti – Jules Laforgue (död 1887), fransk poet.
- 22 augusti – Gustaf Fröding (död 1911), svensk författare och poet.
- 12 november – Ola Hansson (död 1925), svensk poet, författare och journalist.

## Avlidna
- 12 september – Wilhelm von Braun, 46, svensk författare.